# 10313 Vanessa-Mae
10313 Vanessa-Mae este o planetă minoră (asteroid), cu un diametru de 2,639 km, din centura de asteroizi. A fost descoperită pe 26 august 1990 la Observatorul Astrofizic din Crimeea⁠(d) de Liudmila Juravliova și a fost numită după Vanessa-Mae. 
Obiectul prezintă o orbită caracterizată de o semiaxă mare de 2,2636605 UAi, o excentricitate de 0,21, o înclinație de 4,6618 ° în raport cu ecliptica.